# Meliosma rigida
Meliosma rigida är en tvåhjärtbladig växtart som beskrevs av Philipp Franz von Siebold och Zucc. Meliosma rigida ingår i släktet Meliosma och familjen Sabiaceae. Utöver nominatformen finns också underarten M. r. pannosa.

## Bildgalleri

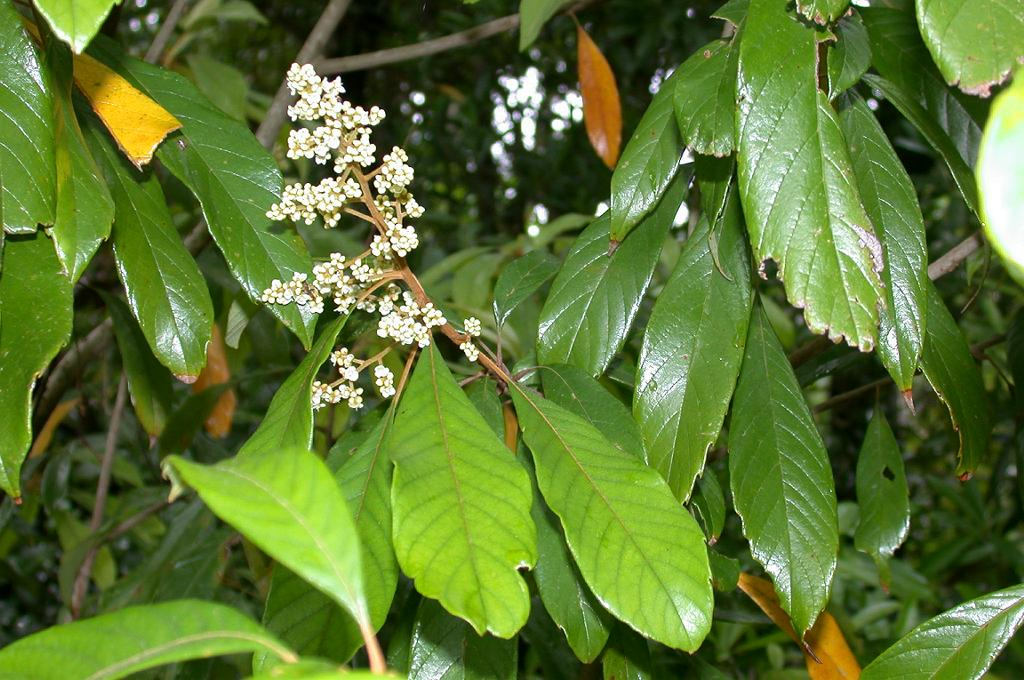